# Дохс
Дохс (арм. Դողս) — село в Армавирской области Армении.

## География
Село расположено в северо-восточной части марза, на правом берегу реки Касах, на расстоянии 27 километров к северо-востоку от города Армавир, административного центра области. Абсолютная высота — 915 метров над уровнем моря.
Климат
Климат характеризуется как семиаридный (BSk в классификации климатов Кёппена). Среднегодовая температура воздуха составляет 11,7 °C. Средняя температура самого холодного месяца (января) составляет −3,1 °С, самого жаркого месяца (июля) — 25 °С. Расчётная многолетняя норма атмосферных осадков — 315 мм. Наибольшее количество осадков выпадает в мае (54 мм).

## Население
| Год переписи | Население          | Население          | Население          | Население            | Население            | Население            |
| Год переписи | Наличное население | Наличное население | Наличное население | Постоянное население | Постоянное население | Постоянное население |
| Год переписи | Всего              | Мужчины            | Женщины            | Всего                | Мужчины              | Женщины              |
| ------------ | ------------------ | ------------------ | ------------------ | -------------------- | -------------------- | -------------------- |
| 2001         | 1195               | 582                | 613                | 1267                 | 640                  | 627                  |
| 2011         | 1102               | 518                | 584                | 1339                 | 678                  | 661                  |

| Год  | Численность | Численность |
| ---- | ----------- | ----------- |
| 1831 | 111         | [ 9 ]       |
| 1873 | 405         | [ 10 ]      |
| 1897 | 669         | [ 9 ]       |
| 1926 | 408         | [ 9 ]       |
| 1939 | 528         | [ 9 ]       |
| 1959 | 584         | [ 9 ]       |
| 1970 | 878         | [ 9 ]       |
| 1979 | 981         | [ 9 ]       |
| 1989 | 1289        | [ 11 ]      |
| 2001 | 1267        | [ 9 ]       |
| 2011 | 1339        | [ 12 ]      |